# 小和岛
小和岛（／ Shōwa-tō）是西朝鮮灣盘城列岛中的一個島嶼，位於朝鮮半島西岸鐵山半島以南，大和岛以北，灰岛以南，府郡島以东，現屬朝鮮民主主義人民共和國平安北道鐵山郡。